# J.M.R. Holm Hansen Jr.
J.M.R. Holm Hansen Jr, forkortelse for John Morgan Rockefeller Holm Hansen Jr., er en fiktiv karakter i Olsen-banden-filmene, en klassisk serie af danske kriminalkomedier, der handler om Egon Olsen, Benny Frandsen og Kjeld Jensen. Han medvirker desuden i flere af de norske genindspilninger af filmene. Holm Hansen er én af de mere sofistikerede skurke i serien, der typisk er i pengenød grundet fejlslagne økonomiske dispositioner, fx i trusserederier og derfor kommer til at eksponere sig selv over for angreb fra banden, når han forsøger at realisere "sine" gemte værdier: Enten når en sagfører eller samarbejdspartner er blevet kastet under bussen og har delt fængselscelle og lidt for meget information med Egon og/eller når han direkte har brug for Egon og bandens specielle færdigheder til sit forhavende. Han påkalder sig Egons eskalerende gengældelsestrang, når han som tak for hjælpen først bedrager Egon for betalingen og/eller overlader ham til ordensmagten eller håndlangeren/lejemorderen Bøffen (norsk: Biffen).
I de danske film blev han spillet af Bjørn Watt Boolsen. Rollens navn og job skifter flere gange, men han er typisk vekselerer eller direktør. Boolsen medvirker som PR-fokuseret "politichef" i fjerde film; Olsen-bandens store kup og derefter decideret skurk første gang i den sjette film, Olsen-bandens sidste bedrifter som Holm Hansen. Her nævnes det, at det "gamle, velrenommerede og højt ansete firma" han arbejder for, blev grundlagt i 1865. I den ottende film, Olsen-banden ser rødt, er han lensbaron. I den tiende film, Olsen-banden går i krig og de næste tre hedder han Bang-Johansen. I Olsen-banden ser rødt og tre efterfølgende film suppleres Holm Hansen/Bang-Johansen af medhjælperen Hallandsen, der blev spillet af skiftende skuespillere. Figuren medvirker sidste gang i den fjortende film, Olsen-bandens sidste stik. Her er der dog byttet om på navnene, så Bjørn Watt Boolsens rolle hedder Hallandsen, mens hans underordnede, der her spilles af Henrik Koefoed, til gengæld hedder Holm Hansen.
I de norske film blev rollen spillet af skiftende skuespillere, begyndende med Rolf Søder (no) som Johan Morgan Rockefeller Holm-Hansen Jr. i den sjette film, Olsenbandens siste bedrifter. I den syvende film, Olsenbanden for full musikk medvirker Helge Reiss (no) som Baronen. I den ellevte film, Olsenbanden gir seg aldri medvirker Per Lillo-Stenberg (no) som Bang-Johannessen. Det navn benyttes igen i Olsenbandens aller siste kupp og Olsenbandens siste stikk, hvor rollen spilles af henholdsvis Alf Nordvang (no) og Hallvard Flatland (no).

## Film

### Danske film
Bjørn Watt Boolsen medvirker som Holm Hansen/Bang-Johansen i nedenstående Olsen-banden-film. Bemærk, at selvom rollen skifter navn flere gange undervejs, så er det den samme type skurk, men ikke nødvendigvis samme person, hele vejen igennem.
- Olsen-bandens sidste bedrifter (1974), som Holm-Hansen Junior; vekselerer[4]. Associeret med afdøde direktør Hallandsen. Har kontor på Børsen
- Olsen-banden ser rødt (1976), som Ulrik Christian Frederik Løvenvold[5]; lensbaron, "en af Danmarks store sønner"[6]; holder til på slottet Borreholm
- Olsen-banden deruda' (1977), som Hans Henrik Holm-Hansen; folketingsmand[7] i samarbejde med den efterlyste finans/bagmand Hallandsen[c] (Alf Andersen)
- Olsen-banden går i krig (1978), som Bang-Johansen; korrupt, forgældet rådg. ing. og chef for centraladm.'s kontor for rådgivende ingeniører[8] med kontor på Københavns Rådhus
- Olsen-banden overgiver sig aldrig (1979), som Bang-Johansen, vekselerer med forbindelser til regeringen og EMCA[d][9], med kontor på Børsen og i Bruxelles[10]. Hans assistent civiløkonom Hallandsen (Peter Steen) har afløst Holm Hansen, som i 9 mdr. har delt information og fængselscelle med Egon
- Olsen-bandens flugt over plankeværket (1981), som Bang-Johansen, direktør i forsikringsselskabet Høje Nord med Hallandsen (Holger Juul Hansen) som deserterende underdirektør.
- Olsen-banden over alle bjerge (1981), i forlængelse af foregående film stadig som samme Bang-Johansen, nu med elskovsrede i Paris
- Olsen-bandens sidste stik (1998), som Hallandsen, dept.chef i Justitsministeriet, der til sidst afløses af sin eksp.sekr. B. Holm Hansen[11] (Henrik Kofoed)

### Norske film
- Olsenbandens siste bedrifter (1975), Rolf Søder som Johan Morgan Rockefeller Holm-Hansen Jr.
- Olsenbanden for full musikk (1976), Helge Reiss som Baronen
- Olsenbanden gir seg aldri (1981), Per Lillo-Stenberg som Bang-Johannessen
- Olsenbandens aller siste kupp (1982), Alf Nordvang som Bang-Johannessen
- Olsenbandens siste stikk (1999), Hallvard Flatland som Bang-Johannessen